# 新华词典
- 關於名称相近的字典，請見「新华字典」。
- 關於大陆常用词典，請見「现代汉语词典」。

《新华词典》是一部由中国商务印书馆编撰的以语文为主兼收百科的中型词典，主要供中等文化程度的读者使用。
词典于1980年8月出版。从1984年开始对其进行了修订，1989年9月出版第2版（此处的“第2版”为后来的版本历史页中的“追认”，当时仅称“修订版”），2001年1月出版第3版，2013年8月出版第4版。
词典共收条目47,231条，其中单字条目（包括繁体字、异体字）约15,200条，多字条目约32,000条。在内容篇幅上，语文条目约占40%，百科条目约占60%。